# Balch Springs
Balch Springs ist eine Stadt im Dallas County im US-Bundesstaat Texas in den Vereinigten Staaten und gehört zum Dallas-Fort-Worth-Metroplex. Das U.S. Census Bureau hat bei der Volkszählung 2020 eine Einwohnerzahl von 27.685 ermittelt.

## Geographie
Die Stadt liegt am Hickory Creek und Trinity River im Nordosten von Texas, ist im Norden etwa 130 km von Oklahoma entfernt und hat eine Gesamtfläche von 20,9 km², wovon 0,3 km² Wasserfläche ist. Durch die Stadt verläuft die Interstate 20 und 635, die hier kurzzeitig zusammen verlaufen und die Stadt in zwei fast gleich große Hälften teilen. Im Osten gibt es Anschluss an den Nord-Süd verlaufenden U.S. Highway 175. Die Entfernung zu Dallas im Westen beträgt etwa 20 km, wodurch man die Stadt auch als Vorort von Dallas bezeichnen kann.

## Geschichte
Die Anfänge der Stadt reichen zurück bis in das Jahr 1870, als die Familie in diesem Gebiet siedelte, an einer Stelle, wo es drei Quellen (Springs) gab, von denen eine nie versiegte. Diese dritte Quelle war bald, nachdem weitere Siedler hierher kamen, der Platz, wo diese ebenfalls ihr Trinkwasser holten und wurde zum Versammlungsplatz, wo man miteinander Neuigkeiten austauschen konnte. Aus dem Familiennamen Balch und Springs entstand die Bezeichnung der Stadt: Balch Springs.
Im Jahr 1900 gab es hier einen Friedhof für die umliegenden Farmen. Das erste Schulgebäude errichtete man erste einige Jahre später. Anschluss an die Stromversorgung gab es 1939 durch die Texas Power and Light und kurz nach Ausbruch des Zweiten Weltkriegs wurde der Ort durch die Lone Star Gas and Telephone auch an die Gasversorgung und das Telefonnetz angeschlossen.
1956 hatte der Ort 3500 Einwohner, wuchs in den folgenden Jahrzehnten stetig und 1976 waren es bereits 13.050 Einwohner. 1958 wurde die Feuerwehr mit 3 neuen Feuerwehrfahrzeugen modernisiert und im September 1964 das erste Postbüro eröffnet und 1965 die ersten eigenen Gemeindeabgaben erhoben. 1991 hatte die Stadt u. a. 2 Banken, eine wöchentlich erscheinende Lokalzeitung, eine Bibliothek und mehrere Kirchen. Durch die Nähe zu Dallas wurde sie mittlerweile zu einem beliebten Wohnort.

## Demografische Daten
Nach der Volkszählung im Jahr 2000 lebten hier 19.375 Menschen in 6.175 Haushalten und 4.828 Familien. Die Bevölkerungsdichte betrug 928,1 Einwohner pro km². Ethnisch betrachtet setzt sich die Bevölkerung zusammen aus 62,90 % weißer Bevölkerung, 18,52 % Afroamerikanern, 0,98 % amerikanischen Ureinwohnern, 0,63 % Asiaten, 0,03 % Bewohnern aus dem pazifischen Inselraum und 14,05 % aus anderen ethnischen Gruppen. Etwa 2,89 % stammen von zwei oder mehr Rassen ab und 25,72 % der Bevölkerung sind Spanier oder Latein-Amerikaner.
Von den 6.175 Haushalten hatten 46,6 % Kinder unter 18 Jahre, die im Haushalt lebten. 50,8 % davon waren verheiratete, zusammenlebende Paare. 20,5 % waren allein erziehende Mütter und 21,8 % waren keine Familien. 16,7 % aller Haushalte waren Singlehaushalte und in 3,8 % lebten Menschen, die 65 Jahre oder älter waren. Die Durchschnittshaushaltsgröße betrug 3,13 und die durchschnittliche Größe einer Familie 3,49 Personen.
34,1 % der Bevölkerung waren unter 18 Jahre alt, 10,7 % von 18 bis 24, 32,2 % von 25 bis 44, 17,2 % von 45 bis 64, und 5,8 % die 65 Jahre oder älter waren. Das Durchschnittsalter war 28 Jahre. Auf 100 weibliche Personen aller Altersgruppen kamen 96,1 männliche Personen. Auf 100 Frauen im Alter von 18 Jahren und darüber kamen 92,5 Männer.
Das jährliche Durchschnittseinkommen eines Haushalts betrug 37.087 USD, das Durchschnittseinkommen einer Familie 38.750 USD. Männer hatten ein Durchschnittseinkommen von 29.256 USD gegenüber den Frauen mit 26.611 USD. Das Prokopfeinkommen betrug 14.476 USD. 12,2 % der Bevölkerung und 10,7 % der Familien lebten unterhalb der Armutsgrenze. Davon waren 13,2 % Kinder und Jugendliche unter 18 Jahren und 9,5 % waren 65 oder älter.

## Medien
- KSKY-AM Talkradio

## Kriminalität
Die Kriminalitätsrate hat einen Index von 530,2 Punkten. (Vergl. US-Landesdurchschnitt: 329,7 Punkte)

2003 gab es 2 Morde, 13 Vergewaltigungen, 37 Raubüberfälle, 76 tätliche Angriffe auf Personen, 314 Einbrüche, 841 Diebstähle und 170 Autodiebstähle.